# مالی برنارد
مالی برنارد (به انگلیسی: Molly Bernard) بازیگر آمریکایی است. مالی برنارد در بروکلین نیویورک در ایالات متحده آمریکا زاده شد. او نوه بازیگر جوزف برنارد است.
از فیلم‌هایی که او در آن بازی کرده است، می‌توان به کارآموز اشاره کرد.